# Protokoły Genewskie
4 października 1922 roku podpisano trzy dokumenty zwane Protokołami Genewskimi. W pierwszym z nich Wielka Brytania, Francja, Czechosłowacja i Włochy zobowiązały się strzec niepodległości Austrii, a rząd wiedeński zobowiązał się definitywnie respektować artykuł 88 Traktatu z Saint-Germain. Drugi dokument zawierał postanowienie udzielenia przez te cztery państwa pożyczki w wysokości 650 mln złotych koron, gwarantowaną przez Ligę Narodów. Austria zobowiązała się opracować plan naprawy finansów państwa. Natomiast trzeci dokument mówił o środkach organizacyjnych i kontrolnych wydawanych sum.